# Megophrys parallela
Megophrys parallela és una espècie d'amfibi que viu a Indonèsia.
Està amenaçada d'extinció per la pèrdua del seu hàbitat natural.